# PLCXD2
PLCXD2 (англ. Phosphatidylinositol specific phospholipase C X domain containing 2) – білок, який кодується однойменним геном, розташованим у людей на 3-й хромосомі. Довжина поліпептидного ланцюга білка становить 305 амінокислот, а молекулярна маса — 34 777.
| 10         |  | 20         |  | 30         |  | 40         |  | 50         |
| ---------- |  | ---------- |  | ---------- |  | ---------- |  | ---------- |
| MLAVRKARRK |  | LRMGTICSPN |  | PSGTKTSSEV |  | CNADWMASLP |  | PHLHNLPLSN |
| LAIPGSHDSF |  | SYWVDEKSPV |  | GPDQTQAIKR |  | LARISLVKKL |  | MKKWSVTQNL |
| TFREQLEAGI |  | RYFDLRVSSK |  | PGDADQEIYF |  | IHGLFGIKVW |  | DGLMEIDSFL |
| TQHPQEIIFL |  | DFNHFYAMDE |  | THHKCLVLRI |  | QEAFGNKLCP |  | ACSVESLTLR |
| TLWEKNCQVL |  | IFYHCPFYKQ |  | YPFLWPGKKI |  | PAPWANTTSV |  | RKLILFLETT |
| LSERASRGSF |  | HVSQAILTPR |  | VKTIARGLVG |  | GLKNTLVHSN |  | RWNSHGPSLL |
| SQERS      |  |            |  |            |  |            |  |            |

A: Аланін

C: Цистеїн

D: Аспарагінова кислота

E: Глутамінова кислота

F: Фенілаланін

G: Гліцин

H: Гістидин

I: Ізолейцин

K: Лізин

L: Лейцин

M: Метіонін

N: Аспарагін

P: Пролін

Q: Глутамін

R: Аргінін

S: Серин

T: Треонін

V: Валін

W: Триптофан

Кодований геном білок за функціями належить до гідролаз, білків внутрішньоклітинного сигналінгу. 
Задіяний у таких біологічних процесах, як метаболізм ліпідів, деградація ліпідів, альтернативний сплайсинг. 
Локалізований у ядрі.